# (6670) Wallach
(6670) Wallach – planetoida z grupy pasa głównego asteroid okrążająca Słońce w ciągu 4 lat i 179 dni w średniej odległości 2,72 j.a. Została odkryta 4 czerwca 1994 roku przez Carolyn Shoemaker. Przed nadaniem nazwy planetoida nosiła oznaczenie tymczasowe (6670) 1994 LL1.